# Zuidergracht (Overijssel)
De Zuidergracht is een waterweg in de Nederlandse provincie Overijssel.
De Zuidergracht verbindt de Dorpsgracht in Giethoorn via de Molengracht en Verbindingsvaart Molengracht en Kerkgracht in Westeinde met de oostelijke Belterwijde.
De Zuidergracht loopt van het punt waar de Molengracht zich vertakt in de Bovenboersevaart, die in noordelijke richting naar de Hoosjesgracht en de Bovenwijde loopt, en de Zuidergracht, die in westelijke richting naar de Dorpsgracht in het Zuideinde van Giethoorn loopt.